# Mistrovství Evropy v zápasu řecko-římském 2018
Mistrovství Evropy v zápasu řecko-římském za rok 2018.

## Česká stopa[1]
- -67 kg - Michal Novál
- -72 kg - Jan Žižka
- -77 kg - Oldřich Varga
- -82 kg - Petr Novák
- -87 kg - Artur Omarov
- -130 kg - Štěpán David

- Trenéři: Václav Scheiner st. a Tomáš Tobola

## Program

### Vyřazovací kola
- PON - 30.04.2018 - −55 kg, −63 kg, −77 kg, −87 kg, −130 kg
- ÚTE - 01.05.2018 - −60 kg, −67 kg, −72 kg, −82 kg, −97 kg

### Souboje o medaile
- ÚTE - 01.05.2018 - −55 kg, −63 kg, −77 kg, −87 kg, −130 kg
- STŘ - 02.05.2018 - −60 kg, −67 kg, −72 kg, −82 kg, −97 kg

## Výsledky
| Kategorie | Zlato               | Stříbro           | Bronz                | Bronz               |
| --------- | ------------------- | ----------------- | -------------------- | ------------------- |
| 55 kg     | Eldaniz Azizli      | Helary Mägisalu   | Ekrem Öztürk         | Nugzari Tsurtsumia  |
| 60 kg     | Sergej Jemelin      | Murad Mammadov    | Jacopo Sandron       | Dato Chkhartishvili |
| 63 kg     | Mihai Mihut         | Stig-André Berge  | Donior Islamov       | Zaur Kabaloev       |
| 67 kg     | Arťom Surkov        | Shmagi Bolkvadze  | Karen Aslanyan       | Enes Başar          |
| 72 kg     | Adam Kurak          | Rasul Čunajev     | Iuri Lomadze         | Bálint Korpási      |
| 77 kg     | Roman Vlasov        | Viktor Nemeš      | Elvin Mursalijev     | Tamás Lőrincz       |
| 82 kg     | Maksim Manukjan     | Viktar Sasunouski | Daniel Aleksandrov   | Rafig Husejnov      |
| 87 kg     | Robert Koblijašvili | Bekkhan Ozdoev    | Zakarias Berg        | Denis Kudla         |
| 97 kg     | Artur Aleksanjan    | Micheil Kadžaija  | Elias Kuosmanen      | Balázs Kiss         |
| 130 kg    | Rıza Kaya'alp       | Vitalij Ščur      | Alin Alexuc-Ciurariu | Ijakob Kadžaija     |